# Маркетинг влияния
Маркетинг влияния (англ. influencer marketing, инфлюенсер-маркетинг) — форма маркетинга в социальных сетях, включающая рекомендации и продакт-плейсмент  со стороны лидеров мнений. Более кратко, influencer marketing — способ продвижения товаров или услуг через инфлюенсеров. Под инфлюенсером понимается человек, бренд или группа лиц, которые способны повлиять на поведение и решения своей аудитории. Главный принцип данного вида маркетинга —  нативная и ненавязчивая коммуникация через рекомендации.
Основными преимуществами маркетинга влияния считаются: выход на нужную аудиторию, которая чаще всего шире рекламного охвата, селебрити-эффект, прямая и обратная связь, определенная тональность/стиль жизни, доверительная коммуникация, близость к аудитории и долгосрочное действие. Согласно исследованиям, до 92% пользователей соцсетей доверяют советам инфлюенсеров больше, чем стандартной рекламе. Немаловажную роль в становлении такого высокого уровня доверия играет возможность прямого общения со своим кумиром через соцсети. Кроме того, аудитория блогера хочет приблизиться к его образу жизни, используя товары и услуги, которыми пользуется инфлюенсер. Такой маркетинг позволяет бренду наладить отношения с молодой аудиторией.
В качестве основных платформ для маркетинга влияния эксперты используют Instagram, TikTok и YouTube за счет их визуальности, популярности и удобства.
Условия продвижения бывают, как правило, трех типов: за плату, за предоставление скидок или по бартеру.

## Цели и задачи
Маркетинг влияния используют, чтобы :
- Повысить узнаваемость бренда;
- Повысить уровень доверия и вовлеченность аудитории;
- Повысить охват и конверсию;
- Увеличить продажи;
- Просветить аудиторию в конкретном вопросе;
- Показать, как работает продукт;
- Улучшить показатели поисковой выдачи;
- Устранить негативных ассоциаций с товаром или услугой, создать «правильное позиционирование».

На момент 2019 года маркетологи говорят о следующих задачах, выполнение которых необходимо для достижения эффективности маркетинга влияния:
- Обнаружение фейковых подписчиков;
- Изменение социальных алгоритмов;
- Построение постоянной креативной стратегии;
- Увеличение бюджета на работу с инфлюенсерами;
- Отслеживание тенденций в социальных сетях, чтобы оставаться актуальными;
- Сокращение времени, затрачиваемого на управление кампаниями;
- Безопасность имиджа бренда и следование его ценностям;
- Следование законам;
- Подключение к новым каналам, таким как Twitch;
- Распространение маркетинга влияния внутри компании.

## Виды инфлюенсеров
Выделяют следующие уровни инфлюенсеров:
- Мегаинфлюенсеры («звезды», больше миллиона подписчиков). Их охват используют, чтобы повысить узнаваемость бренда. Среди преимуществ «звезд» — гало-эффект и профессионализм. Из минусов — высокий ценник и низкая вовлеченность (1-2%).[10]
- Макроинфлюенсеры (от 100 тысяч до 1 миллиона подписчиков). Их преимущества: высокий целевой охват на конкретном рынке, качество контента и открытость к сотрудничеству.
- Микроинфлюенсеры (до 10 тысяч подписчиков). Небольшая, но лояльная аудитория обеспечивает таким инфлюенсерам высокий уровень доверия и вовлеченности (4-8 %). Из-за низкого ценника брендам выгоднее заказать рекламу с участием нескольких микроинфлюенсеров, чем обращаться к пассивной аудитории «звезд».
- Наноинфлюенсеры (менее 1000 подписчиков). У таких инфлюенсеров есть авторитет и доверие в конкретном сообществе. Их реклама выглядит как дружеский совет, поэтому они имеют самый высокий уровень вовлеченности, но не дают большого охвата.

## Поиск инфлюенсеров
Для поиска лидеров мнений используют :
- Продюсерские центры (самостоятельно создают и продвигают контент);
- Специализированные агентства (сосредотачиваются на разработке рекламных кампаний);
- Биржи блогеров (выбирают инфлюенсеров по заданным критериям, таким как рейтинги, ключевые слова, хэштеги);
- Системы посева (автоматизация процесса распространения контента, набор новых пользователей);
- Платформы (самостоятельный поиск маркетологом по соцсетям, сайтам и форумам).

96% маркетологов не верят, что поиск инфлюенсеров (и маркетинг влияния в целом) может быть полностью автоматизирован.

## Определение эффективности
Большинство маркетологов утверждают, что Influencer- и e-mail-маркетинг  — наиболее экономически эффективные онлайн-каналы для привлечения клиентов. Качество покупателей и трафик от интеграций бренда в контент инфлюенсера лучше, чем из других маркетинговых  кампаний. При оценке эффективности и инфлюенсера, и результатов маркетинга влияния используются данные о продажах, вовлеченности, изменении активности в соцсетях, общем охвате, кликах, показах, качестве контента и соответствии тематики публикаций.
Influencer Marketing выигрывает у стандартной рекламы в ситуациях, когда:
- Продвигается неизвестный или новый бренд;
- Необходимо продать сложный продукт (гаджеты, лекарства и друге);
- Затрагиваются глубоко интимные вопросы, касающиеся гигиены, здоровья или личной жизни.

## Форматы и инструменты
Создание продающего контента лидерами мнений классифицируется по следующим типам:
- Нативная интеграция и продакт-плейсмент. Инфлюенсер показывает своим подписчикам, что пользуется определённым продуктом или услугой.
- Обзор товара или услуги. Помимо самой рецензии на продукт, лидеры мнений показывают процесс распаковки подарков или покупок, отмечая аккаунт бренда.
- Рекламная вставка. Этот тип продукта чаще всего используется в видео.
- Интерактив / конкурсы. Розыгрыши, прямые эфиры, ответы на комментарии — эти инструменты помогают поддерживать эмоциональную связь с подписчиками и продвигать товар. Также некоторые бренды предоставляют свой аккаунт инфлюенсерам, чтобы они в течение дня делились с подписчиками своими Stories.
- Поддержка офлайн-активности. Бренды приглашают инфлюенсеров на открытие новых магазинов или запуск продуктов, устраивают фан-встречи и бранчи.

Самые эффективные форматы контента — пост в Instagram, Instagram Stories и видео на YouTube .

## Тренды в России
Изучив современное состояния маркетинга влияния, маркетологи говорят о следующих основных российских трендах:
- Объединение создателей контента в продюсерские центры;
- Перенасыщение спроса на рынке мега- и макроинфлюенсеров;
- Увеличение аудитории благодаря традиционным и офлайн-каналам;
- Привлечение и увеличение роли других соцсетей (помимо YouTube и Instagram).

«Появляются новые агентства гибридного типа, объединяющие в себе функции производства контента и продаж рекламы. Спрос в сегменте топ-блогеров перенасыщен, можно ожидать, что бюджеты пойдут в сегмент мелких блогеров, с которыми сейчас работа почти не ведется. Блогеры станут еще более «медийными», будет больше «контрактных» историй, когда блогер будет сотрудничать с рекламодателями не только в рамках своих каналов, но и участвовать в других активациях брендов онлайн и оффлайн. Это в свою очередь привлечет на рынок медийные бюджеты и «блогерский» контент мы все чаще будем видеть в традиционных каналах интернет-рекламы», — отмечает Евгении Сафонов, председатель комитета IAB Russia по Influence Marketing. 

## Тренды в мире
В 2019 году работа с инфлюенсерами, у которых значительная доля подписчиков была «фейками», обошлось компаниям в 1,3 миллиарда долларов, что составляет около 15 процентов мировых расходов на маркетинг влияния.
По прогнозам, к 2022 году глобальная индустрия маркетинга влияния вырастет до 16,4 млрд долларов. Более 75% маркетологов выразили намерение выделить бюджет на работу с лидерами мнений.

## Проблемы и критика
На момент 2019 года маркетологи выделяют следующие проблемы работы с лидерами мнений:
- Измерение и улучшение окупаемости инвестиций (ROI), отсутствие гарантий успешности кампаний;
- Поиск подходящих инфлюенсеров с «живой» аудиторией;
- Коммуникация с лидерами мнений и их контроль: низкая ответственность и исполнительность инфлюенсеров снижают эффективность сотрудничества. Как следствие — бренды устают от работы с блогерами;
- Рост стоимости и уменьшение эффективности рекламы за счет того, что подписчики научились распознавать нативные интеграции;
- Снижение доверия к блогерам из-за неискренности и неестественности рекламных интеграциях. Пользователи замечают, что инфлюенсеры продвигают все подряд и не пользуются рекламируемыми товарами;
- Отсутствие у брендов понимания того, как эффективно использовать инфлюенсера для продвижения продукта. Предприниматель сегодня привык к строгим рамкам рекламы, которые ограничивают лидеров мнений в свободе творчества;
- Гонка инфлюенсеров за ростом метрик и гонорарами;
- Препятствие социальных сетей в виде скрытия алгоритмов анализа данных;
- Вред репутации бренда и/или его продукции при аморальных или противоправных действиях лидера мнений. Также рекламодатели против кардинальной смены имиджа инфлюенсера, которая может навредить желаемому образу продукта;
- Скрытый формат рекламы не устраивает пользователей соцсетей, которые хотят понимать, действительно ли лидер мнений пользуется этим продуктом или ему заплатили. Из-за этого некоторые страны, например США, ввели новые законы, обязывающие блогеров публиковать отметки о рекламе в публикациях[18]. Это приводит к новой проблеме, но уже для маркетологов: они беспокоятся, что из-за прозрачности рекламных интеграций у пользователей появится аналог «баннерной слепоты» (игнорирование рекламных постов).